# Symmoca tofosella
Symmoca tofosella is een vlinder uit de familie dominomotten (Autostichidae). De wetenschappelijke naam is voor het eerst geldig gepubliceerd in 1893 door Rebel.
Deze vlinder komt voor in Europa.